# Tom Rosqui
Thomas Francis Rosqui (Oakland, 12 giugno 1928 – Los Angeles, 12 aprile 1991) è stato un attore statunitense.

## Biografia
Di origini italiane e portoghesi, diventa attore televisivo alla fine degli anni cinquanta, è ricordato per aver interpretato il sicario Rocco Lampone in due film della trilogia de Il padrino.
È morto di cancro nel 1991, all'età di 62 anni.

## Filmografia parziale

### Cinema
- I giorni del vino e delle rose (Days of Wine and Roses), regia di Blake Edwards (1962)
- Squadra omicidi, sparate a vista! (Madigan), regia di Don Siegel (1968)
- Una meravigliosa realtà (What's So Bad About Feeling Good?), regia di George Seaton (1968)
- Il caso Thomas Crown (The Thomas Crown Affair), regia di Norman Jewison (1968)
- Il padrino (The Godfather), regia di Francis Ford Coppola (1972)
- Il padrino - Parte II (The Godfather: Part II), regia di Francis Ford Coppola (1974)
- Airport '77, regia di Jerry Jameson (1977)
- MacArthur il generale ribelle (MacArthur), regia di Joseph Sargent (1977)
- Gli eroi (Heroes),  regia di Jeremy Kagan (1977)
- Indiziato di reato (Guilty by Suspicion), regia di Irwin Winkler (1991)

### Televisione
- N.Y.P.D. – serie TV, 5 episodi (1967-1968)
- Pepper Anderson - Agente speciale (Police Woman) – serie TV, episodio 1x107 (1975)
- I leoni della guerra (Raid on Entebbe), regia di Irvin Kershner – film TV (1976)
- Mary Hartman, Mary Hartman – serie TV, 5 episodi (1976-1977)
- Le strade di San Francisco (The Streets of San Francisco) – serie TV, episodio 5x23 (1977)
- La casa nella prateria (Little House on the Prairie) – serie TV, episodio 6x10 (1979)